# 名和美代児
名和 美代児（なわ みよじ、1937年9月2日 - ）は、日本の漫談家。東京演芸協会の相談役も務める。

## 略歴
東京都江東区出身。ラジオ東京のしろうと寄席で落語を演じ、連続20週合格。素人名人位を獲得。1962年声帯模写で、プロに転向。浅草松竹演芸場で初舞台を踏む。司会者としても活躍しており、水前寺清子、三橋美智也、村田英雄、大月みやこ、二葉百合子の専属司会者で東奔西走。